# Friedrich von Freckenhorst (Domherr, † 1274)
Friedrich von Freckenhorst (* 13. Jahrhundert; † 1274) war Domdechant und Domherr in Münster.

## Leben
Friedrich von Freckenhorst findet im Jahre 1245 als münsterischer Domherr an 18. Stelle von 23 Domherren urkundliche Erwähnung. Er ist nicht zu verwechseln mit dem gleichnamigen Domherrn Friedrich von Freckenhorst, der von 1221 bis zu seinem Tode im Jahr 1235 Domherr in Münster war. 1252 war Friedrich Propst von St. Ludgeri in Münster. Seit 1265 besaß er auch das Vizedominat. In dieser Funktion war er der Vertreter des Landesherrn. Drei Jahre später bekleidete er das Amt des Domdechanten. Damit war er bis zu seinem Tode im Jahre 1274 der Vorsteher des Domkapitels nach innen.